# Сельское поселение «Деревня Игнатовка»
Се́льское поселе́ние «Дере́вня Игна́товка» — муниципальное образование в составе Людиновского района Калужской области России.
Центр — деревня Игнатовка.

## Население
| 2010 | 2012 | 2013 | 2014 | 2015 | 2016 | 2017 |
| ---- | ---- | ---- | ---- | ---- | ---- | ---- |
| 741  | ↘708 | ↘672 | ↘646 | ↘642 | ↘622 | ↗625 |
| 2018 | 2019 | 2020 | 2021 |      |      |      |
| ↘613 | ↘598 | ↗600 | ↘487 |      |      |      |

## Состав поселения
- Бабановка (деревня) — 0[2]
- Верзебнево (деревня) — 98[2]
- Игнатовка (деревня, административный центр) — 305[2]
- Космачёво (село) — 165[2]
- Которец (деревня) — 33[2]
- Крутое (деревня) — 10[2]
- Носовка (деревня) — 51[2]
- Палома (деревня) — 5[2]
- Печки (деревня) — 47[2]
- Ухобичи (деревня) — 4[2]
- Хренники (деревня) — 21[2]
- Шупиловка (деревня) — 2[2]